# Marie Brémont
Marie Marthe Augustine Lemaitre Brémont, nata Mésange (Noëllet, 25 aprile 1886 – Candé, 6 giugno 2001), è stata una supercentenaria francese.
Divenne Decana dell'umanità il 2 novembre 2000, alla morte della britannica Eva Morris, e lo rimase fino alla sua morte, avvenuta sette mesi più tardi. Fu la più anziana persona vivente il 1º gennaio 2001, nel momento di inizio del XX secolo e del III millennio. Inoltre, fu la prima persona di 115 anni ad aver vissuto a cavallo di tre differenti secoli; quest'ultimo record di longevità, tuttavia, è stato superato numerose volte, la prima dalla statunitense Maude Farris-Luse già nel 2002. Al momento della sua morte, Marie Brémont era la seconda persona francese più longeva di sempre, dietro a Jeanne Calment, e l'undicesima persona al mondo più longeva di sempre. Attualmente risulta la sesta persona di origini francesi più longeva in assoluto, dietro alla stessa Calment e a Lucile Randon, Jeanne Bot, Marie-Rose Tessier e Valentine Ligny.

## Biografia
Marie Mésange nacque il 25 aprile 1886 a Noëllet, nel dipartimento di Maine e Loira, da François Mésange, segatore, e da Lucie Besnier, giornalaia. Sposò Constant Lemaitre, ferroviere, il 5 settembre 1910 a Versailles. Lemaitre morì nel corso della prima guerra mondiale. Il 16 aprile 1936, a Colombes, Marie sposò in seconde nozze Florentin Brémont, tassista, che morì nel 1967. Da entrambi i matrimoni non nacquero figli.
Nel corso della sua vita lavorò presso una fabbrica farmaceutica, ma svolse anche altri mestieri, come la governante per bambini e la sarta. All'età di 103 anni venne investita da un'automobile; l'incidente le procurò la frattura di un braccio.
Morì in una casa di riposo a Candé, nel dipartimento di Maine e Loira, il 6 giugno 2001, all'età di 115 anni e 42 giorni. La Brémont fu l'ultima superstite al mondo, la cui età sia stata verificata, tra i nati nell'anno 1886.